# Despina rhodosema
Despina rhodosema är en fjärilsart som beskrevs av Edward Meyrick 1931. Despina rhodosema ingår i släktet Despina och familjen praktmalar, Oecophoridae. Inga underarter finns listade i Catalogue of Life.